# Tourist Trophy 1949
Il Tourist Trophy 1949 svoltosi nei giorni dal 13 al 17 giugno 1949 rappresenta la trentunesima edizione della corsa che si sviluppa su un circuito composta da strade aperte al traffico sull'Isola di Man, la cui prima edizione risale al 1907.
Contemporaneamente si tratta di un appuntamento storico per il motociclismo mondiale perché con questa corsa debutta il motomondiale appena istituito; si tratta infatti del primo Gran Premio di motociclismo ufficialmente valido per il titolo mondiale del 1949.

## Il contesto
Alla riunione di Londra che a fine del 1948 aveva deciso la costituzione di questo nuovo campionato, era stato concordato che i gran premi sarebbero stati 6 e le classi in gara sarebbero state 5, ma in questo primo appuntamento la classe 125 e i sidecar non hanno gareggiato. Si vedranno in corsa dal successivo GP di Svizzera.
L'appuntamento del Tourist Trophy, come le edizioni successive sino al 1976, era valevole quale GP di Gran Bretagna e vide al via soprattutto piloti britannici alla guida di motociclette sempre britanniche, come Norton, Triumph, AJS e Velocette con la presenza di alcune case del continente come Moto Guzzi e Benelli.
C'è da rilevare anche che la prima gara del motomondiale fu contemporaneamente la prima prova in cui avvenne un incidente mortale che coinvolse Ben Drinkwater nella gara dello Junior TT.

## Classe 500
Alle qualificazioni della corsa si presentarono 59 piloti e il miglior tempo (equivalente all'attuale pole position) fu ottenuto da Artie Bell su Norton in 25'52.0 ad una media di poco superiore ai 140 km/h.
La gara del Senior TT, la cui partenza fu data dal Duca di Edimburgo il 17 giugno, vide inizialmente portarsi al comando Leslie Graham su AJS, seguito da un compagno di marca e da una Moto Guzzi guidata da Bob Foster; nessuno dei tre riuscì però a portare a termine la gara senza contrattempi, con il primo che giungerà alla fine al decimo posto e gli inseguitori che non arriveranno a tagliare il traguardo.
La vittoria arrise così a Harold Daniell su Norton (che bissò il successo già ottenuto nel 1938) seguito dal compagno di marca Johnny Lockett, entrambi piloti di casa, seguiti dall'irlandese Ernie Lyons su Velocette.
Il giro più veloce della corsa venne ottenuto dalla Moto Guzzi di Foster, ma il possibile punto in classifica relativo non gli venne assegnato poiché il pilota non terminò la gara. Tale punto venne così assegnato a Leslie Graham che, pur rallentato da un guasto, riuscì a tagliare il traguardo spingendo la moto in decima posizione.
In totale furono 35 i piloti che tagliarono il traguardo e tra quelli ritirati, oltre a Foster, vi furono Arthur Wheeler, Eric Oliver e Freddie Frith.

### Arrivati al traguardo (classifica parziale)
| Pos. | Pilota         | Moto      | Tempo       | Punti |
| ---- | -------------- | --------- | ----------- | ----- |
| 1    | Harold Daniell | Norton    | 3h 02' 18.6 | 10    |
| 2    | Johnny Lockett | Norton    | +1:33.8     | 8     |
| 3    | Ernie Lyons    | Velocette | +3:03.4     | 7     |
| 4    | Artie Bell     | Norton    | +6:44.4     | 6     |
| 5    | Sid Jensen     | Triumph   | +8:14.4     | 5     |
| 6    | Fred Stevens   | Triumph   | +8:42.6     |       |
| 7    | Reg Armstrong  | AJS       | +9:28.0     |       |
| 8    | Bill Doran     | AJS       | +9:45.8     |       |
| 9    | Harry Hinton   | Norton    | +11:28.6    |       |
| 10   | Leslie Graham  | AJS       | +11:49.3    | 1     |
| 11   | Philip Heath   | Norton    | +12:19.4    |       |
| 12   | William Petch  | Triumph   | +13:32.6    |       |
| 13   | Guy Newman     | Norton    | +13:51.0    |       |
| 14   | Eric Mcpherson | AJS       | +14:04.6    |       |
| 15   | Roy E. Evans   | AJS       | +14:20.8    |       |

## Classe 350
La gara dello Junior TT che si è svolta il 13 giugno, dopo aver visto in testa nei primi giri Leslie Graham e Bill Duran su AJS che sono stati costretti al ritiro, vede al termine una doppietta della Velocette con Freddie Frith e Ernie Lyons con il vincitore che si aggiudicò anche il punto suppletivo del giro più veloce in gara.
Quella della 350 è stata la prima vera gara del Motomondiale ed è stata anche teatro della prima tragedia: la morte del trentanovenne inglese Ben Drinkwater (Norton) deceduto a causa di un incidente all'11º miglio.
Furono 75 i piloti che vennero classificati.

### Arrivati al traguardo (classifica parziale)
| Pos. | Pilota             | Moto      | Tempo     | Punti |
| ---- | ------------------ | --------- | --------- | ----- |
| 1    | Freddie Frith      | Velocette | 3:10:26.0 | 10 +1 |
| 2    | Ernie Lyons        | Velocette | +42.0     | 8     |
| 3    | Artie Bell         | Norton    | +1:23.0   | 7     |
| 4    | Harold Daniell     | Norton    | +1:26.2   | 6     |
| 5    | Reg Armstrong      | AJS       | +2:02.0   | 5     |
| 6    | Bob Foster         | Velocette | +2:09.2   |       |
| 7    | Johnny Lockett     | Norton    | +2:19.2   |       |
| 8    | Edward "Ted" Frend | AJS       | +5:08.8   |       |
| 9    | Eric Briggs        | Velocette | +8:08.4   |       |
| 10   | Tommy McEwan       | Velocette | +8:51.0   |       |

## Classe 250
La gara del Lightweight TT, diversamente dalle altre riservate alle cilindrate maggiori, vide la partenza dei concorrenti in gruppo e la vittoria di due Moto Guzzi, condotte rispettivamente da Manliff Barrington e da Tommy Wood, la cui gara venne facilitata anche dall'uscita di strada della Benelli condotta da Dario Ambrosini che si era rivelato l'avversario più ostico.
Anche il giro più veloce della corsa fu fatto segnare da una Moto Guzzi, quella condotta da Dickie Dale; come nel caso della Classe 500, il punto previsto non gli venne assegnato poiché non aveva tagliato il traguardo finale, venne invece assegnato a Tommy Wood.
Furono 13 i piloti classificati.

### Arrivati al traguardo (classifica parziale)
| Pos. | Pilota             | Moto         | Tempo     | Punti |
| ---- | ------------------ | ------------ | --------- | ----- |
| 1    | Manliff Barrington | Moto Guzzi   | 3:23:13.2 | 10    |
| 2    | Tommy Wood         | Moto Guzzi   | +12.6     | 8+1   |
| 3    | Roland Pike        | Rudge        | +14:29.4  | 7     |
| 4    | Ronald Mead        | Mead-Norton  | +17:53.4  | 6     |
| 5    | Sven-Aage Sørensen | Excelsior    | +19:58.8  | 5     |
| 6    | Ernie Thomas       | Moto Guzzi   | +20:55.4  |       |
| 7    | W. Pike            | Rudge        | +26:12.0  |       |
| 8    | Len Bayliss        | LB Special   | +27:00.8  |       |
| 9    | R. Edwards         | CTS          | +27:46.4  |       |
| 10   | Ray Petty          | New Imperial | +29:21.8  |       |

## Altre categorie
Parallelamente alle gare valide per il Campionato del Mondo, si disputarono anche quattro prove di contorno con moto derivate dalla serie

Di seguito i vincitori:
- Clubmans Senior:  Geoff Duke (Norton)
- Clubmans Junior:  Harold Clark (BSA)
- Clubmans Lightweight:  Cyril Taft (Excelsior)
- Clubmans 1000cc:  Dennis Lashmar (Vincent)